# Johann Martin Gschwind von Pockstein
Freiherr Johann Martin Gschwind von Pockstein (auch: Pöckstein; * 1. Mai 1645 in Wasser-Leonburg in Kärnten; † 10. April 1721 in Wien) war kaiserlicher Feldmarschall sowie Inhaber des Infanterie-Regiments No.35.

## Herkunft
Seine Eltern waren der General-Kriegszahlmeister Johann Gschwind von Pockstein († 1658 in Wien) und dessen Ehefrau Barbara Schreckinger († 1664). Er hatte noch eine Schwester names Maria Magaretha († 1716), die mit Hofbuchhalter Johann Adam von Frabizi verheiratet war.

## Leben
Nach dem frühen Tod seiner Eltern wurde der Obrist von Peverelli zu seinem Vormund bestellt. Dieser ließ den Jungen in den Kriegsdienst einweisen. So diente dieser unter Leopold I., Joseph I. und Karl VI. in verschiedenen Feldzügen und stieg bis zum Feldmarschall auf.
Bei der Belagerung Wien im Jahr 1683 diente er als Artillerie-Oberstlieutenant und wurde für sein vorbildliches Verhalten zum Oberst ernannt. Auch in den Kämpfen gegen die Franzosen und Türken zeichnete er sich aus und wurde 1693 zum Generalmajor befördert. Außerdem erhielt er das Infanterieregiment Nr. 35. 1694 kämpfte er bei der Belagerung von Casale und dann auch im spanischen Erbfolgekrieg. 1703 wurde er dann zur Landesverteidigung nach Tirol kommandiert. Er erhielt den Befehl nur als Kopie und offensichtlich auch keine weiteren Informationen. Als 1703 bayrische Truppen die Festung Kufstein angriffen, war nichts vorbereitet.
Am 20. Juni erreichten die Franzosen Kufstein. Dort kommandierte Graf Peter von Wolkenstein die Verteidiger, die sich aus Rekruten und Milizen zusammensetzten. Um ein freies Schussfeld zu bekommen, ließ er die Vorstädte abbrennen. Man hatte aber den starken Wind unterschätzt und so griff das Feuer auf die Stadt über. Bevor man den Ernst der Lage erkannt hatte, war auch die Brücke zur Festung in Brand geraten. Am Nachmittag explodierten dann die Pulverkammern der Festung. Der Kommandant und die Bürger hatten sich aber noch über den Inn retten können und flohen. Ein starker Regen konnte die Flammen wieder löschen. Gschwindt hatte inzwischen Kufstein erreicht und befahl dem Kommandanten Major Franz Joseph von Cornau auszuharren, denn er hatte aus Salzburg Entsatz angefordert. Dieser war mit dem FML Schlick auch bereits auf dem Weg. Gschwind ging nach Rattenberg zurück. Ein Angriff der Bayern wurde von den Österreichern auch abgeschlagen. Mit einem Kommandounternehmen gelang es aber, die Besatzung und Kommandanten zu überraschen und gefangen zu nehmen. Damit war der Weg nach Tirol frei. Die Tiroler machten Gschwind für das Desaster verantwortlich. Von da an wurde ein unrühmliches Aufgeben des Landes à la Gschwind genannt. Geschwind wurde abberufen und durch Heister ersetzt, blieb aber beim Militär und wurde 1712 zum Feldmarschall ernannt. Anschließend setzte er sich zur Ruhe.
Gschwind interessierte sich auch für die Wissenschaften und besaß eine berühmtes physikalisches Kabinett sowie eine umfangreiche Bibliothek. Die Bibliothek wurde laut seinem Testament zunächst eine öffentliche Bibliothek und kam 1785 an die Universität Wien. Am 3. Januar 1720 wurde er von den Ständen in den österreichischen Herrenstand aufgenommen. Gschwind starb am 10. April 1721. Er wurde in der Dominikanerkirche begraben und an einem Pfeiler wurde ein Epitaph befestigt.
Er starb als letzter Vertreter seines Geschlechts. Als Erben setzte er Wolf Franz von Ottenfels ein, mit der Verpflichtung, Namen und Wappen derer von Gschwind dem seinigen beizufügen. Dieser erhielt die Fideikommissgüter, Töschldorf und Labeck in Kärnten und begründete die freiherrliche Linie Ottenfels-Gschwind.